# مجرد ومادي
في الفلسفة، هناك فرق هام بين اعتبار الشيء مجردًا أم ماديًا، أن الشيء المجرد هو شيء غير موجود في زمان أو مكان معين ولكن يوجد كنمط لشيء مثل فكرة أو تجريد. ويقال أن ويلارد فان أورمان كواين هو مبتكر مصطلح «الشيء المجرد»، وتسمى دراسة المجردات نظرية الأشياء المجردة.

## في الفلسفة
يعرّف الفرق بين الأنماط والنماذج الماديات التي تعتبر نماذج لنمط معين من الشيء، و«النمط» هو جزء من الشيء المجرد أو هو الشيء ذاته، وعادة ما يقدَم الفرق بين المجردات والماديات ويُفهم من خلال أمثلة لأشياء من كلا النوعين:
| مجرد                  | مادي                   |
| تنس                   | مباراة تنس             |
| احمرار                | اللون الأحمر للتفاحة   |
| خمس                   | خمس قطط                |
| عدالة                 | تصرف عادل              |
| إنسانية (صفة للإنسان) | إنسانية (الجنس البشري) |

كانت المجردات مثار اهتمام الفلاسفة نظرًا للمشكلات التي تثيرها أمام النظريات الشائعة، ففي علم الوجود، تعتبر المجردات إشكالية أمام الفيزيائية وبعض أشكال الطبيعية. وكانت مشكلة الشموليات تاريخيًا أهم مناقشات علم الوجود بخصوص الأشياء المجردة، وفي نظرية المعرفة، تعتبر المجردات معضلة أمام التجريبية، فإذا لم يكن للمجردات قوة سببية أو موقع مكاني، فكيف لنا أن نعرفها؟ على الرغم من صعوبة الحديث عن كيفية تأثيرها على تجاربنا الحسية، إلا أنه يبدو أننا نوافق على مجموعة واسعة من الادعاءات بشأنها، فالبعض رأى أن المجردات تمثل الموضوع الدقيق لعلم ما وراء الطبيعة أو البحث الفلسفي بشكل أوسع ومن أمثلتهم إدوارد زالتا ونظرية الأشكال لأفلاطون القابلة للجدل. وبما أن الفلسفة مستقلة عن البحث التجريبي وبما أن المسائل التجريبية لا تجيب عن الأسئلة المتعلقة بالمجردات، فتبدو الفلسفة مناسبة بوجه خاص للإجابة عن هذه الأسئلة.

### الأشياء المجردة والسببية
يؤكد مقترح آخر للتفريق بين المجردات والماديات على أن الشيء يكون مجردًا إذا فقد أية قوى سببية، والتي لديها القدرة على التأثير على شيء ما بعلاقة سببية، وبهذا، تكون المجموعة الخالية مجردة نظرًا لعدم قدرتها على التأثير على الأشياء الأخرى. ومن بين المشاكل التي تواجه هذا الرأي عدم الوضوح الدقيق لمعنى أن يكون للشيء قوة سببية، ولمعرفة المزيد من الشرح المفصل عن الفرق بين الأشياء المجردة والمادية، اتبع الوصلة أدناه للانتقال إلى مقال في موسوعة ستانفورد (Stanford Encyclopedia).

## التفكير المادي والتفكير المجرد
استخدم جان بياجيه المصطلحات «مادي» و«منهجي» لوصف أنواع التعلم المختلفة، حيث ينطوي التفكير المادي على حقائق وأوصاف عن الأشياء اليومية المحسوسة بينما يتضمن التفكير (العملياتي المنهجي) المجرد عملية عقلية.
| فكرة مادية                                 | فكرة مجردة                                                 |
| ------------------------------------------ | ---------------------------------------------------------- |
| الأشياء الثقيلة تغوص.                      | سيغوص الشيء إذا زادت كثافته عن كثافة السائل.               |
| تستنشق الأوكسجين وتزفر ثاني أكسيد الكربون. | يحدث تبادل الغازات بين الهواء في الحويصلات الهوائية والدم. |
| تحصل النباتات على الماء من خلال الجذور.    | يتخلل الماء غشاء خلايا الشعيرات الجذرية.                   |

## علم المصطلحات
إن الأشياء المادية والمجردة في اللغة عادة ما تكون مرادفات لـ أسماء المعنى وأسماء الذات، وفي اللغة الإنجليزية، تتشكل كثير من أسماء المعنى بإضافة لاحقة ("-ness", "-ity", "-tion") إلى الصفات أو الأفعال لصياغة الاسم، ومن أمثلتها "happiness" و"circulation" و"serenity".

## وصلات خارجية
- Nominalism, Realism, Conceptualism,Interface, from The Catholic Encyclopedia